# Värtsilä
Värtsilä è un ex-comune finlandese di 647 abitanti. Nel 2005 è stato fuso al comune di Tohmajärvi.
La lingua principale era il finlandese. In seguito all'immigrazione dalla Russia e all'arrivo di esuli dalle aree della Carelia cedute all'Unione Sovietica dopo la seconda guerra mondiale, erano presenti minoranze di lingua russa e careliana.
Prima del 1944 faceva parte del territorio del comune anche la città di Vyartsilya, attualmente in territorio russo.